# Moony
Moony, artiestennaam van Monica Bragato (Venetië, 27 september 1980), is een Italiaanse zangeres.

## Levensloop en carrière
Monica Bragato groeide op in haar geboorteplaats Venetië. In 1998 zong ze de nummers in van Spiller. Hierna zong ze platen in voor projecten Angelmoon en DB Boulevard. Met DB Boulevard haalde ze in 2001 een eerste internationale succes met de single Point of View. In 2002 ging ze solo. Haar bekendste nummers zijn Dove (I'll Be Loving You) en Acrobats (Looking for Balance).

## Discografie
| Single met hitnotering(en) in de Vlaamse Ultratop 50 | Datum van verschijnen | Datum van binnenkomst | Hoogste positie | Aantal weken | Opmerkingen      |
| ---------------------------------------------------- | --------------------- | --------------------- | --------------- | ------------ | ---------------- |
| He's All I Want                                      | 1998                  | 15-07-2000            | 39              | 2            | met Angelmoon    |
| Point Of View                                        | 2001                  | 13-04-2002            | 37              | 2            | met DB Boulevard |
| Dove (I'll Be Loving You)                            | 2002                  |                       | tip7            |              |                  |
| Acrobats (Looking for Balance)                       | 2003                  |                       | tip12           |              |                  |

| Single met eventuele hitnotering(en) in de Nederlandse Top 40 | Datum van verschijnen | Datum van binnenkomst | Hoogste positie | Aantal weken | Opmerkingen             |
| ------------------------------------------------------------- | --------------------- | --------------------- | --------------- | ------------ | ----------------------- |
| Dove (I'll Be Loving You)                                     | 2002                  | 15-06-2002            | 28              | 6            | Dancesmash op Radio 538 |
| Acrobats (Looking for Balance)'                               | 2003                  | 01-03-2003            |                 |              |                         |

- Gemeinsame Normdatei: 135292476
- International Standard Name Identifier: 0000 0004 0650 7590
- MusicBrainz: d1548f19-4d62-4ab0-b5ec-14554e1b6fb1
- Virtual International Authority File: 80087821
- WorldCat: E39PBJr3mTtG4rBjWBxpPbwQv3